# Malířská škola Spolku výtvarných umělců Mánes
Malířská škola Spolku výtvarných umělců Mánes (1939-1945) byla soukromá škola, která poskytovala malířské vzdělání v době uzavření vysokých škol nacisty za druhé světové války. Podobně fungovala za války soukromá Ukrajinská akademie.

## Profesoři
- Jan Bauch
- Vlastimil Beneš
- Miloslav Holý
- Stanislav Ježek
- Josef Liesler
- Miloš Malina
- Václav Nebeský
- Vladimír Sychra
- Josef Šilhavý
- Vojtěch Tittelbach
- Josef Wagner[1]

## Studenti
- František Vít Blažek
- Ladislav Čepelák
- František Hora
- Marta Horáková Schimerová
- Jan Hrnčárek
- Jaroslava Hýžová Fišerová
- Josef Jarolím
- Jaroslav Kopáč
- Otta Mizera
- Stanislav Pacák
- Jaroslav Paur
- Josef Říha
- Jan Sedláček
- Bohuslav Suchý
- Ferdinand Tásler
- Karel Teissig
- František Ther
- Jarmila Zábranská[2][3]